# Loch Vostok
Loch Vostok är ett progressiv/death metal-band från Uppsala, Sverige, bildat 2001 ur spillror av bandet Mayadome. Namnet kommer ifrån den underjordiska sjön i Antarktis.

## Medlemmar
Nuvarande medlemmar
- Teddy Möller – sång, gitarr (2001– )
- Niklas Kupper – gitarr (2001–2010, 2011– ), sång (2000–2010)
- Fredrik Klingwall – keyboard (2005–2015, 2016– )
- Lawrence Dinamarca – trummor (2010– )
- Patrik Janson – basgitarr (2018– )
- Jonas Radehorn – sång (2019– )

Tidigare medlemmar
- Erik Grandin – basgitarr (2001–2002)
- Alvaro Svanerö – trummor (2001–2009)
- Sebastian Okupski – keyboard (2001–2004)
- Tomas "Tym" Jonsson – basgitarr (2002–2011)
- Andreas Lindahl – keyboard (2004–2005)
- Manuel "Mano" Lewys – gitarr (2010–2011)
- Jimmy Mattsson – basgitarr (2010–2018)
- Mattias Hagberg – keyboard (2015–2016)

Turnerande medlemmar
- Thomas Ohlsson – trummor (?–2010)
- Mattias Hansson – basgitarr (2006)

## Diskografi
Demo
- 2002 – Demo 2002

Studioalbum
- 2004 – Dark Logic
- 2006 – Destruction Time Again
- 2009 – Reveal No Secrets
- 2011 – Dystopium
- 2012 – V: The Doctrine Decoded
- 2015 – From These Waters
- 2017 – Strife

Singlar
- 2017 – "Summer"